# Imhofita
La imhofita és un mineral de la classe dels sulfurs. Rep el seu nom del col·leccionista de minerals professional Joseph Imhof (1902-1969).

## Característiques
La imhofita és un sulfur de fórmula química Tl5,8As15,4S26. Cristal·litza en el sistema monoclínic. La seva duresa a l'escala de Mohs és 2. Es pot confondre amb alguns hàbits de la lengenbachita.
Segons la classificació de Nickel-Strunz, la imhofita pertany a «02.HD: Sulfosals de l'arquetip SnS, amb Tl» juntament amb els següents minerals: lorandita, weissbergita, christita, jankovicita, rebulita, edenharterita, jentschita, hutchinsonita, bernardita, sicherita i gabrielita.

## Formació i jaciments
Va ser descoberta a la pedrera Lengenbach, a la comuna de Binn (Valais, Suïssa). També ha estat descrita al dipòsit de tal·li i mercuri de Lanmuchang, al comtat de Xingren de la província de Guizhou, a la República Popular de la Xina. Es tracta dels dos únics indrets on ha estat descrita aquesta espècie mineral.